# Miroir d'eau, la Seine et ses affluents

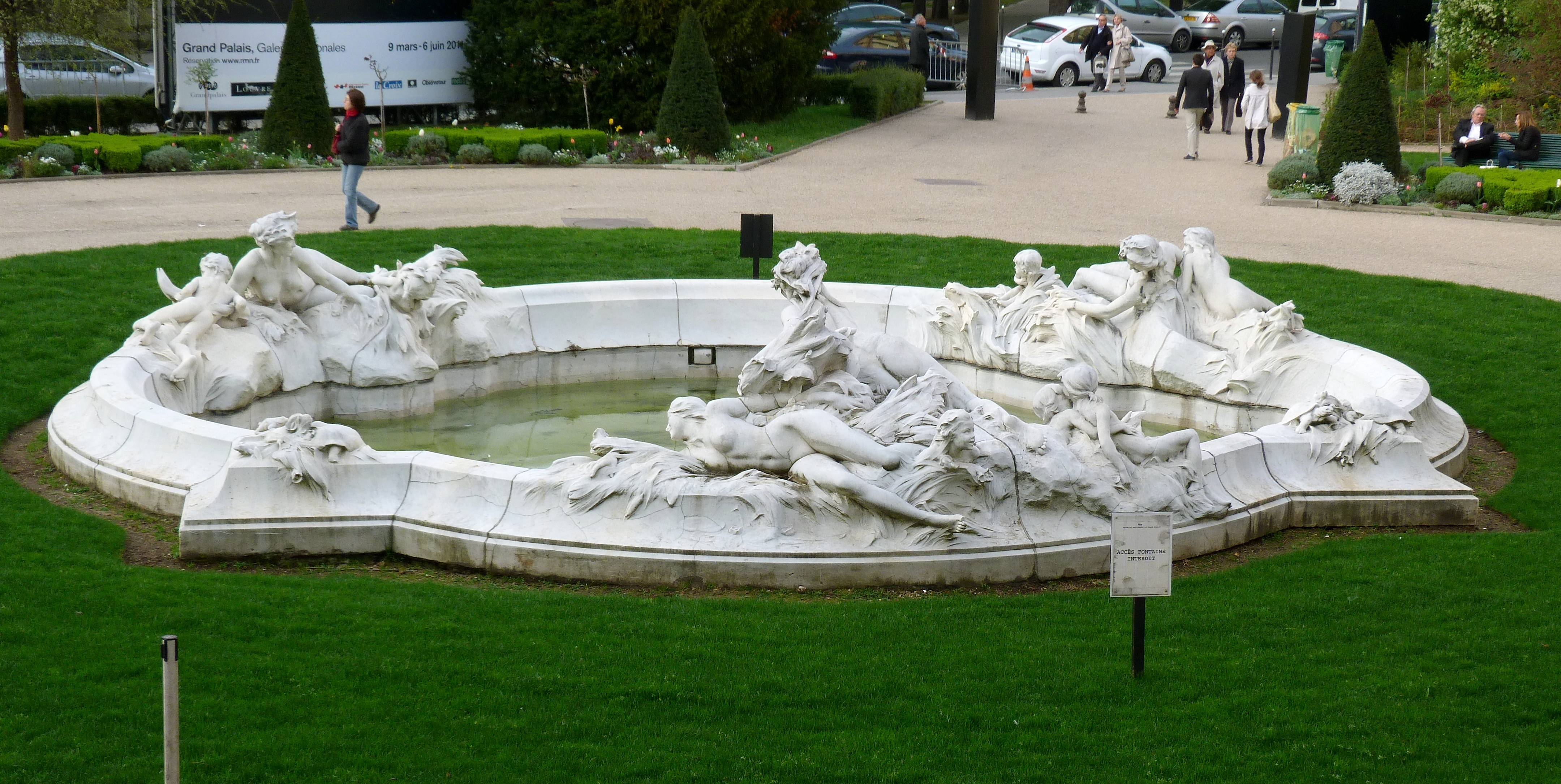
Fontána

Miroir d'eau, la Seine et ses affluents (česky Zrcadlo vody, Seiny a jejích přítoků) je secesní fontána v Paříži.

## Umístění
Kašna se nachází v 8. obvodu u severní strany Grand Palais na náměstí Square Jean-Perrin.

## Historie
Autorem fontány je sochař François-Raoul Larche (1860-1912), který svůj projekt představil na Salónu francouzských umělců v roce 1910 a obdržel za něj čestnou medaili. Původně sochař nabídl tento projekt pro náměstí Place du Carrousel, ale nakonec byla mramorová fontána realizována o několik let později a umístěna poblíž Grand Palais na náměstí později pojmenovaném Square Jean-Perrin.

## Popis
Fontánu tvoří velký oválný bazén, který na okrajích zdobí tři skupiny tří osob, které představují přítoky Seiny. Každou skupina tvoří dospělá žena se dvěma dětmi. Jedná se o alegorie devíti řek: Aube, Loing, Essonne, Yonne, Armançon, Cure, Oise, Marna a Petit Morin. Postavy jsou doplněny vodními rostlinami a živočichy (ryby, želvy).
Název fontány odkazuje na zrcadlení vodní hladiny, ve které se odrážejí postavy, neboť cirkulace vody je omezena na minimum potrubím vedeným pod povrchem.